# Information Commissioner
Der Information Commissioner (IC) ist der Datenschutzbeauftragte des Vereinigten Königreichs und leitet die britische Datenschutzbehörde, das  Information Commissioner's Office (ICO).
Der IC wird vom König ernannt, ist unabhängig von der Regierung und berichtet jährlich dem Parlament. Neben dem Sitz des ICO in Wilmslow (Cheshire, England) gibt es Regionalvertretungen in Cardiff (Wales), Edinburgh (Schottland) und Belfast (Nordirland).
Rechtsgrundlagen sind der Data Protection Act von  1998, der Freedom of Information Act von 2000 sowie die Environmental Information Regulations von 2004.
Aufgaben des IC sind der Schutz personenbezogener Daten und die Förderung des Zugangs zu Informationen der öffentlichen Verwaltung.
Das Amt hat seinen Ursprung im September 1984, als Eric Howe zum Data Protection Registrar wurde. Im Jahr 1994 übernahm Elizabeth France das Amt mit damals rund 100 Arbeitskräften. In den Jahren 2000 und 2001 wurde das Amt umbenannt, und im Dezember 2002 von Richard Thomas übernommen. Im Jahr 2003 entstanden die zusätzlichen Regionalbüros. Im Jahr 2009 übernahm Christopher Graham das Amt.
Der IC ist Mitglied der Artikel-29-Datenschutzgruppe sowie Mitglied der Internationalen Konferenz der Beauftragten für den Datenschutz und den Schutz der Privatsphäre.